# نقش‌پذیری

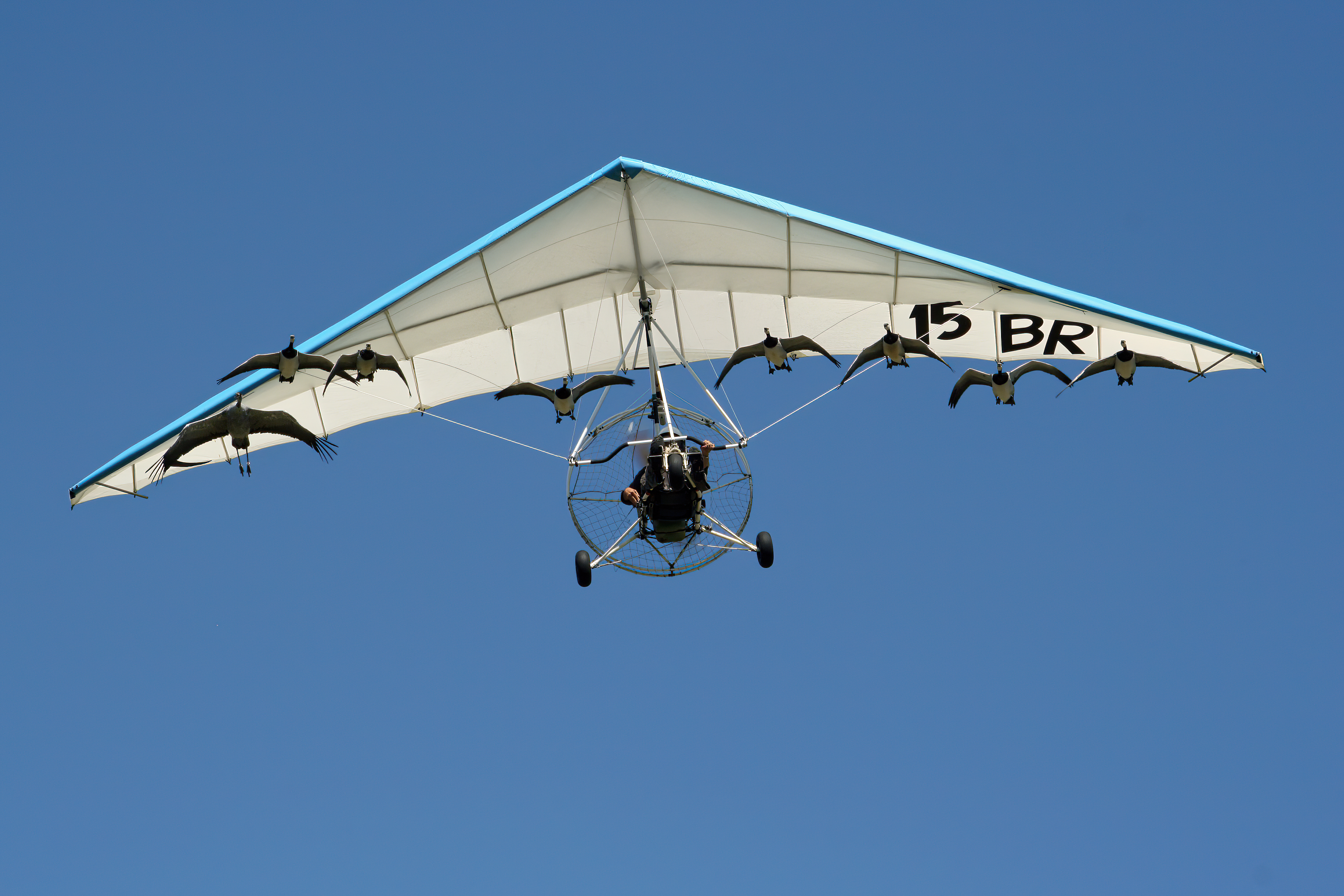
گروهی از غازها و مرغان دریایی به یک هواپیمای فوق‌سبک نقش پذیرفته‌اند و به دنبال آن می‌روند.

نقش‌پذیری (به انگلیسی: Imprinting) شکل خاصی از یادگیری است که در دورهٔ مشخصی از زندگی یک جانور رخ می‌دهد و ارتباط تنگاتنگی با رفتار غریزی دارد.
در واقع نقش‌پذیری شامل تغییر پیداکردن یک رفتار غریزی (از نوع دقت و توجه به یک محرک خاص) به یک رفتار است که در نهایت به برقراری یک پیوند میان جانور با محرک بینجامد و در عمدهٔ از موارد همراه با تقلید کردن است (در چنین مواردی، همان تأثیر پذیرفتن و برقراری ارتباط با محرک است که سبب این تقلید شده‌است).
برای مثال جوجه غازها، در ابتدای دورهٔ حساس نقش‌پذیری به‌طور غریزی به حرکت نخستین شئ متحرکی که می‌بینند توجه می‌کنند؛ سپس هم‌زمان که این دوره در حال طی شدن است، جوجه غاز کم‌کم این رفتار غریزی را به یک رفتار تأثیرپذیرفته از محرک تغییر می‌دهد که منجر به برقراری پیوند با آن می‌شود طوری که با دنبال کردن آن همراه است. تا پایان دورهٔ حساس نقش‌پذیری این تغییر رفتار در حافظهٔ یادگیری آن پایدار می‌شود و یادگیری صورت می‌گیرد. به این نوع یادگیری، «نقش پذیری» می‌گویند.
جوجه‌اردک‌ها و غازها از بدو خروج از تخم تا دو سه روز پس از تولد-که دورهٔ حساس نقش‌پذیری خوانده می‌شود- مادر خود را شناسایی می‌کنند. به‌طور معمول و در محیط طبیعی جوجه‌ها با مادر واقعی خود ارتباط برقرار می‌کنند؛ اما مطالعات نشان داده‌است که می‌توان کاری کرد که آن‌ها به یک چراغ چشمک‌زن، یک توپ، یا حتی به انسان نقش‌پذیرفته و آن را به عنوان مادر خود تلقی کند.
نقش‌پذیری کودکی در تمایلات جفت‌گیری پس از بلوغ جانور نیز اثر می‌گذارد و جانور به طرف ماده‌هایی جذب می‌شود که از گونه‌ای باشند که در کودکی به عنوان مادر خویش، یکی آن‌ها را پذیرفته‌است.